# 马尔哈尔加尔
马尔哈尔加尔（Malhargarh），是印度中央邦Mandsaur县的一个城镇。总人口7349（2001年）。

## 人口
该地2001年总人口7349人，其中男性3713人，女性3636人；0—6岁人口1044人，其中男535人，女509人；识字率72.79%，其中男性为81.47%，女性为63.92%。